# Olof Pedersson (Örnfot)
Olof Pedersson (Örnfot), död omkring 1562, var en svensk fogde, lagman och häradshövding.
Han var tillsammans med Bengt Gylta lagman i Läckö läns lagsaga 1550 till 1558, i 15 häradader; Åse, Viste, Kålland, Kinne (inklusive Kinnefjärding), Valle, Skåning, Vilske, Frökind, Vartofta, Gudhem, Kåkind, Vadsbo, Mo, Redväg och Ås.  Han adlades och fick sköldebrev 1541. Han förde en örnfot i sitt vapen, men förefaller enligt forskning inte ha tillhört ätten Örnfot, varför hans släkt, tidigare Bjurumssläkten, senare är benämnd som Örnfot i Västergötland. 
Han var innehavare av Bjurum i nuvarande Bjurums socken, genom giftermål med dottern till Hans Åkesson (Tott).